# Aston-by-Doxey
Aston – przysiółek w Anglii, w Staffordshire. Leży 3 km od miasta Stafford, 22,2 km od miasta Stoke-on-Trent i 202,1 km od Londynu. Aston jest wspomniana w Domesday Book (1086) jako Estone.